# منتدى غلوكال
منتدى غلوكال هو منظمة دولية في مجال التعاون بين المدن، وتشجيع بناء السلام والتنمية الدولية في القطاع غير الحكومي. يؤكد على الدور المركزي للمدينة في العلاقات الدولية ويؤيد رؤية تطبيق العولمة محلياً وتعود التسمية إلى دمج كلمتي «لوكال» أي محلي و«غلوبال» أي عالمي.